# Anca Petrescu
Mira Anca Victoria Mărculeț Petrescu, romunska arhitektka in političarka, * 20. marec 1949, Sighișoara, † 30. oktober 2013.
Najbolj je znana kot vodja arhitektne ekipe, ki je zasnovala največjo civilno administrativno zgradbo na svetu - Palačo parlamenta. Prav tako je sodelovala v številnih projektih v času komunistične Romunije (še posebej v času diktature Ceaușescuja), ko so sistematično preoblikovali oz. porušili stare zgradbe oz. celotna naselja/četrti, da so zgradili sodobne zgradbe.
Med letoma 2004 in 2008 je bila članica Poslanske zbornice Romunije.